# Масасуми Какизаки
Масасуми Какизаки (транслит. ; Монбецу, 18. мај 1978) јапански је манга уметник, најпознатији по делу Rainbow: Nisha Rokubō no Shichinin.

## Биографија
Какизаки је рођен 18. маја 1978. године у јапанском граду Монбецу, лоцираном у Хокаиду. Завршио је Хокаидски колеџ за уметност и дизајн, након чега се преселио у Токио, где је радио као асистент за мангаке Иносукеа Родригеза и Шуха Сата. Фебруара 2001. године објавио је свој први рад, једнократну причу под називом Two Top. Исте године почео је да ради са Кјоичијем Нанацукијем на манги X-Gene. Објављивала се до 2002. године, са укупно 3 танкобона. 
Исте године почео је да ради са Џорџом Абеом на манги Rainbow: Nisha Rokubō no Shichinin, због које су 2005. године освојили Шогакуканову награду за манге. Серијал се објављивао до 2010. године, са укупно 22 танкобона. 
Године 2008. објавио је мангу Kansen Rettō, базирану на истоименом филму режисера Такахисе Зезеа.
Потом је радио на мангама Скровиште (2010), Зелена крв (2011-2013) и Бестијаријус (2011-2014), које је на српски превела издавачка кућа Дарквуд.
У периоду од 2020. до 2021. године радио је на манги Spy no Tsuma, која је базирана на истоименом филму режисера Кијошија Куросаве, и има укупно два тома. 
Његова следећа манга, Yomotsuhegui: Shisha no Kuni no Kajitsu, објављивала се од октобра 2021. до септембра 2023. године са укупно три танкобона.
12. априла 2025. године почео је нову мангу Kyokuhoku no Geroi у магазину Monthly Shōnen Sunday.

## Дела
- (2001; једнократна прича)
- (2001-2002; у сарадњи са Кјоичијем Нанацукијем)
- (2002-2010; у сарадњи са Џорџом Абеом)
- (2008)
- Скровиште (2010)
- Зелена крв (2011-2013)
- Бестијаријус (2011-2014)
- (2020-2021)
- (2021-2023)
- (2025-данас)

## Спољашњи извори
- Информације о стваралаштву Масасумија Какизакија на сајту MyAnimeList